# Relações entre China e Cuba
As relações entre Cuba e China são relações diplomáticas estabelecidas hoje, entre a República de Cuba e a República Popular da China.
Em 28 de setembro de 2020, completaram cerca de 60 anos de laços diplomáticos entre Cuba e China. Os dois países apostam, sobretudo, em uma relação econômica mais diversificada. Além disso, a China fez um acordo com Cuba para instalações de bases de espionagem esse projeto está cada vez mais expandindo suas bases espiãs na Ilha do Caribe.